# Гипергенные минералы
Гипергенные минералы образуются в зоне гипергенеза. Наиболее распространены глинистые минералы, образующиеся при выветривании силикатных пород, соединений типа окислов, гидроокислов, солей кислот (карбонаты, сульфаты и др.). В зонах окисления рудных месторождений образуются соединения железа, меди, свинца, цинка (малахит, церуссит, англезит и др.). Состав гипергенных минералов зависит от климатических условий, при которых протекают гипергенные процессы. При выветривании силикатных пород в условиях умеренного климата возникают глинистые минералы преимущественно гидрослюдного типа, а при выветривании в тропиках за счёт тех же пород образуются каолиновые глины, гидраты глинозёма (бокситы).